# مركز مراقبة أوبسالا

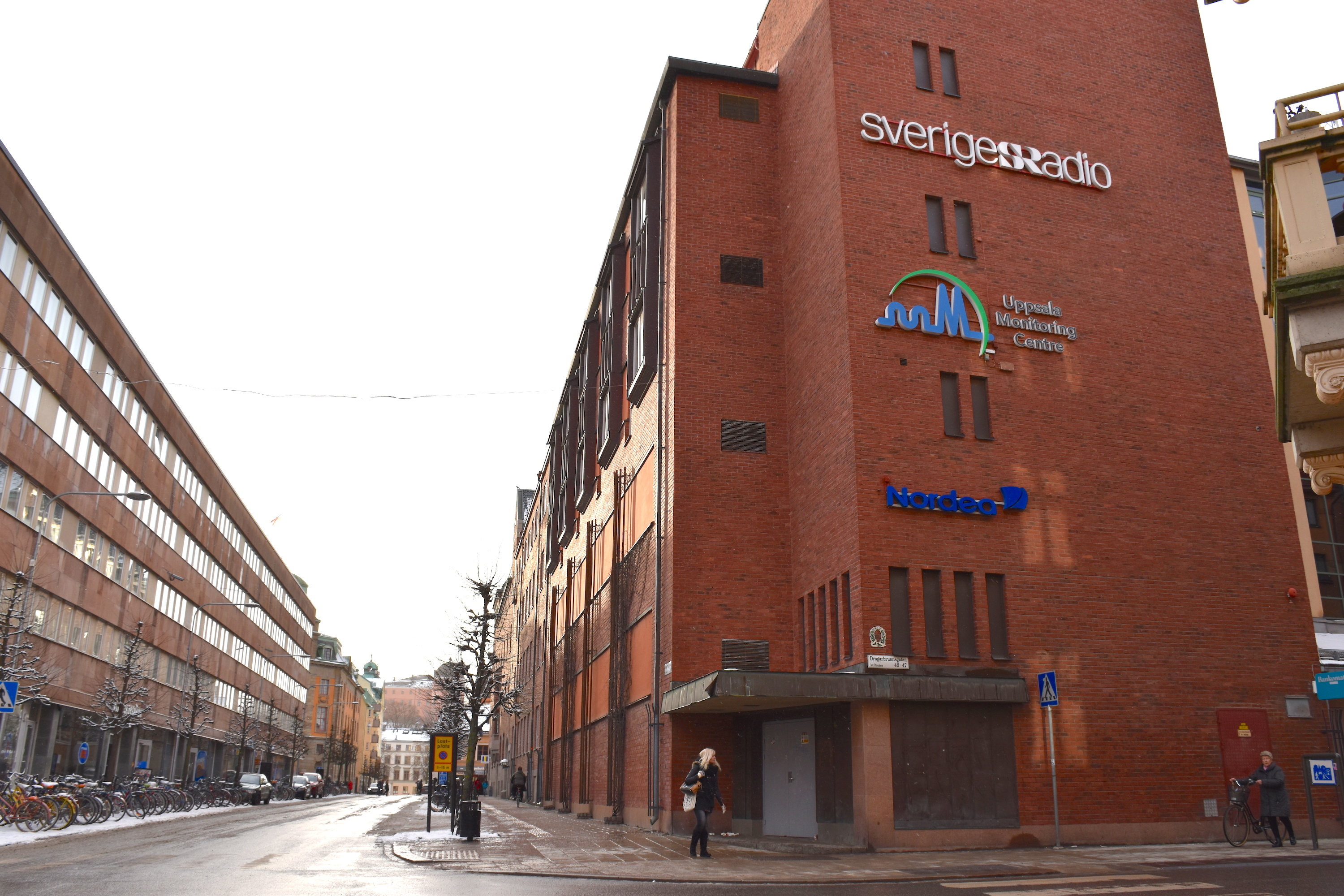
شعار مركز مراقبة أوبسالا كما يظهر على واجهة مبنى المكاتب في أوبسالا ، السويد.

مركز مراقبة أوبسالا (UMC)، الموجود في أوبسالا، السويد، هو الاسم الميداني لمركز منظمة الصحة العالمية المتعاون للمراقبة الدولية للمخدرات. يعمل مركز UMC بجمع وتقييم وإبلاغ المعلومات من المراكز الوطنية للتيقظ الدوائي في البلدان الأعضاء فيما يتعلق بفوائد الأدوية وأضرارها وفعاليتها ومخاطرها.

## الخلفية
منذ عام 1978 تتولى UMC مسؤولية إدارة برنامج منظمة الصحة العالمية للرصد الدولي للأدوية. في السنوات الأولى، كان المختصون يتألفون من ثلاثة صيادلة فقط يعملون في وكالة المنتجات الطبية السويدية (Läkemedelsverket)؛ يعمل حاليًا أكثر من 100 موظف في وسط أوبسالا. الرئيس المؤسس والمدير بالإنابة كان الأستاذ Åke Liljestrand. من 1990 إلى 2009 كان المدير الأستاذ رالف إدواردز. منذ سبتمبر 2009 تشغل الدكتورة ماري ليندكويست منصب المديرة. المدير الطبي هو الدكتورة بيا كادوف ورئيس قسم الأبحاث هو الدكتور نيكلاس نورين.
عمل UMC هو:
- تنسيق برنامج منظمة الصحة العالمية للرصد الدولي للأدوية وأكثر من 100 دولة عضو.
- لجمع وتقييم وإبلاغ المعلومات من البلدان الأعضاء حول فوائد وأضرار ومخاطر الأدوية والمواد الأخرى المستخدمة في الطب لتحسين علاج المرضى والصحة العامة في جميع أنحاء العالم،
- التعاون مع الدول الأعضاء في تطوير وممارسة علم التيقظ الدوائي.

التركيز الرئيسي ومصدر البيانات في التيقظ الدوائي هو تقارير ICSRs (تقارير سلامة الحالات الفردية) من مقدمي الرعاية الصحية والمرضى في البلدان الأعضاء في برنامج منظمة الصحة العالمية. يتم الاحتفاظ بقاعدة بيانات تقارير سلامة الحالات الفردية العالمية لمنظمة الصحة العالمية (VigiBase) وتطويرها نيابة عن منظمة الصحة العالمية بواسطة UMC. يطور مركز مراقبة أوبسالا UMC ويوفر العديد من الأدوات والتصنيفات لاستخدامها من قبل المنظمات المشاركة في سلامة الأدوية، بما في ذلك قاموس الأدوية لمنظمة الصحة العالمية، WHOART (مصطلحات التفاعل الضار)  - مع جسر إلى مصطلحات MedDRA ، وأدوات للبحث في قاعدة البيانات، وبرنامج لإدارة تقرير الحالة، VigiFlow.
يغطي بحث UMC بشكل أساسي ثلاثة مجالات: الاكتشاف القائم على البيانات (خاصة التقنيات الإحصائية)، تحليلات عدم التناسب، اكتشاف التفاعل، الأنماط واكتشاف الحالات المكررة)، مراقبة السلامة والإشارات (من بينها الاعتماد على المخدرات واستخدام الأطفال) وتحليل الفوائد والمخاطر.
نشط المركز في تقديم البحوث في المنشورات الطبية التي تضمنت بعض الأعمال الأساسية في هذا المجال.  كما قام مركز أوبسالا بنشر كتب في مجال سلامة الأدوية بما في ذلك نشرة إخبارية منتظمة.  في عام 2010، تم نشر الإصدار الثاني من دليل إدارة الأزمات بعنوان «توقع الأسوأ».
لم يكن دور UMC في سلامة الأدوية خاليًا من الجدل لكل من وكالات الأدوية وشركات الأدوية، على الرغم من النهج المفتوح الراغب في التعامل مع العديد من الأطراف في عالم الأدوية. وهم يشاركون عن كثب في الوصول إلى البلدان النامية وغيرها من المجالات التي لم يتم فيها التعامل مع التيقظ الدوائي بعد. 

## التواريخ الرئيسية لبرنامج منظمة الصحة العالمية
- 1968 تم إنشاء برنامج منظمة الصحة العالمية. مصطلحات ADR الدولية وقاموس الأدوية
- 1969 تعريف ADR
- 1978 نقل العمليات إلى UMC ؛ إنشاء قاعدة بيانات ADR العلائقية. اجتماعات منتظمة لأعضاء برنامج منظمة الصحة العالمية
- 1981 نسخة محوسبة من قاموس الأدوية لمنظمة الصحة العالمية متاحة للجميع
- 1982 ترميز تصنيف ATC لجميع المنتجات الطبية
- 1985 إنشاء لجنة مراجعة خبراء دولية
- 1991 برنامج البحث في قاعدة بيانات منظمة الصحة العالمية على الإنترنت متاح للمراكز الوطنية
- 1991 تعاريف الأحداث السلبية، الآثار الجانبية وشروط تقييم السببية
- 1993 برنامج خادم العميل المستند إلى Windows لعمليات البحث في قاعدة البيانات عبر الإنترنت
- 1993 أنشطة تدريبية وتعليمية منتظمة
- 1994 منهجية استخدام بيانات المقام لحساب معدلات الإبلاغ عن التفاعلات الدوائية الضائرة
- 1997 أداة الكشف عن المعرفة للكشف الآلي عن الإشارات (BCPNN)
- 1997 تعزيز التواصل كنظام ضروري في اليقظة الدوائية: «إعلان إريس»
- 1998 مجموعة مناقشة الإنترنت للمراكز الوطنية
- 2001 بداية مشروع VigiBase Online (الآن VigiFlow)
- 2002 نظام قاعدة بيانات جديد (VigiBase)
- 2004 التعرف على الأنماط باستخدام BCPNN في قواعد البيانات الصحية للعثور على معلومات السلامة.
- 2005 إطلاق قاموس الأدوية الموسع لمنظمة الصحة العالمية مع حقول بيانات إضافية؛ الاتفاق مع IMS Health لزيادة المعلومات في القاموس
- 2010 الدولة المائة تنضم إلى برنامج منظمة الصحة العالمية لرصد الأدوية الدولي
- 2012 أكثر من 7 ملايين تقرير عن ردود الفعل السلبية في VigiBase ، قاعدة بيانات منظمة الصحة العالمية ICSR
- 2015 أكثر من 12 مليون تقرير عن التفاعلات الدوائية الضارة في VigiBase ، قاعدة بيانات منظمة الصحة العالمية ICSR [8]

## أنظر أيضا
- المؤتمر الدولي لمواءمة المتطلبات الفنية لتسجيل الأدوية للاستخدام البشري (ICH)
- مجلس المنظمات الدولية للعلوم الطبية (CIOMS)
- الجمعية الدولية للتيقظ الدوائي
- جمعية التيقظ الدوائي، الهند
- EudraVigilance (EEA)
- مخطط البطاقة الصفراء (المملكة المتحدة)
- تجربة سريرية
- تطوير الأدوية
- مدرا MedDRA
- WHOART

## روابط خارجية
- مركز مراقبة أوبسالا الصفحة الرئيسية
- تقارير Uppsala هي مجلة فصلية من UMC لكل المعنيين بقضايا التيقظ الدوائي